# Naju
Naju (del coreano: 나주), oficialmente Ciudad de Naju (en coreano: 나주시, Naju-si), es una ciudad en la provincia de Jeolla del Sur, Corea del Sur.
La capital de Jeolla del Sur se encuentra en Naju, hasta que se trasladó a Gwangju en 1895. El nombre de Jeolla en realidad se origina en el primer carácter de Jeonju (전, 全) y el primer carácter de Naju (나, 罗). Universidad Dongshin está situado en Naju. Naju es famosa por la Naju Pera que es una gran ronda de pera que forma su logo distrito.
Naju fue designada candidata a Ciudad Innovadora y la ceremonia de apertura para la construcción de la ciudad se llevó a cabo el 8 de noviembre de 2007. El Presidente Roh participó en los eventos de apertura.
Si la ciudad ganara el título de "Ciudad Innovadora", varias oficinas públicas se moverían de Seúl, a la zona de Naju. La construcción de Naju fue cuarta, después de comenzado Jeju, Gimcheon y Jinju.
Se espera que el área de la nueva ciudad tenga 7,26 kilómetros cuadrados. El plan maestro de la ciudad de Naju propuso desarrollar la naturaleza ecológica y administración de la ciudad. 
También en Naju está el Museo de La Pera Naju y Pera Orchard, que se dedica a la pera asiática; todos sus espectáculos son en coreano.

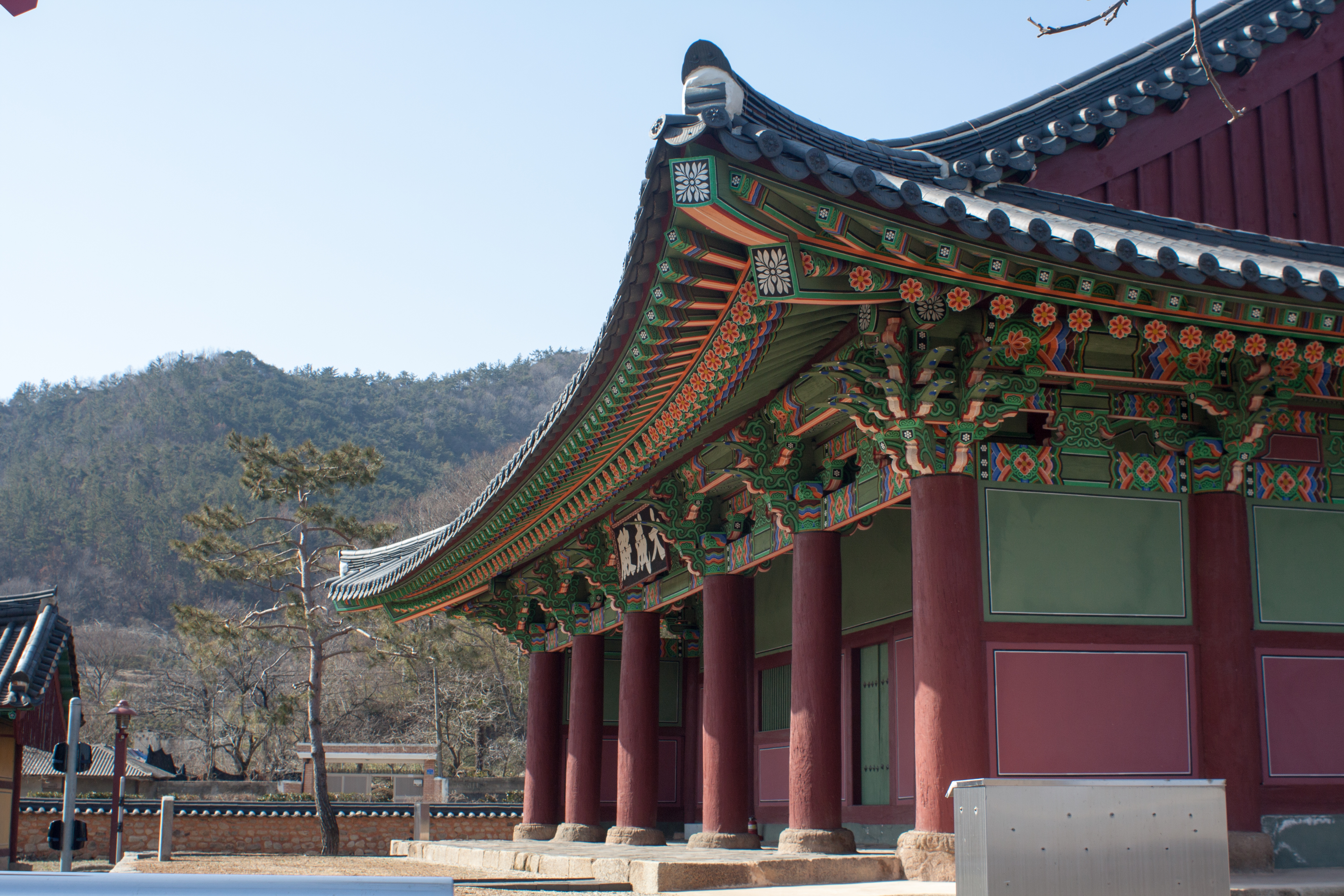
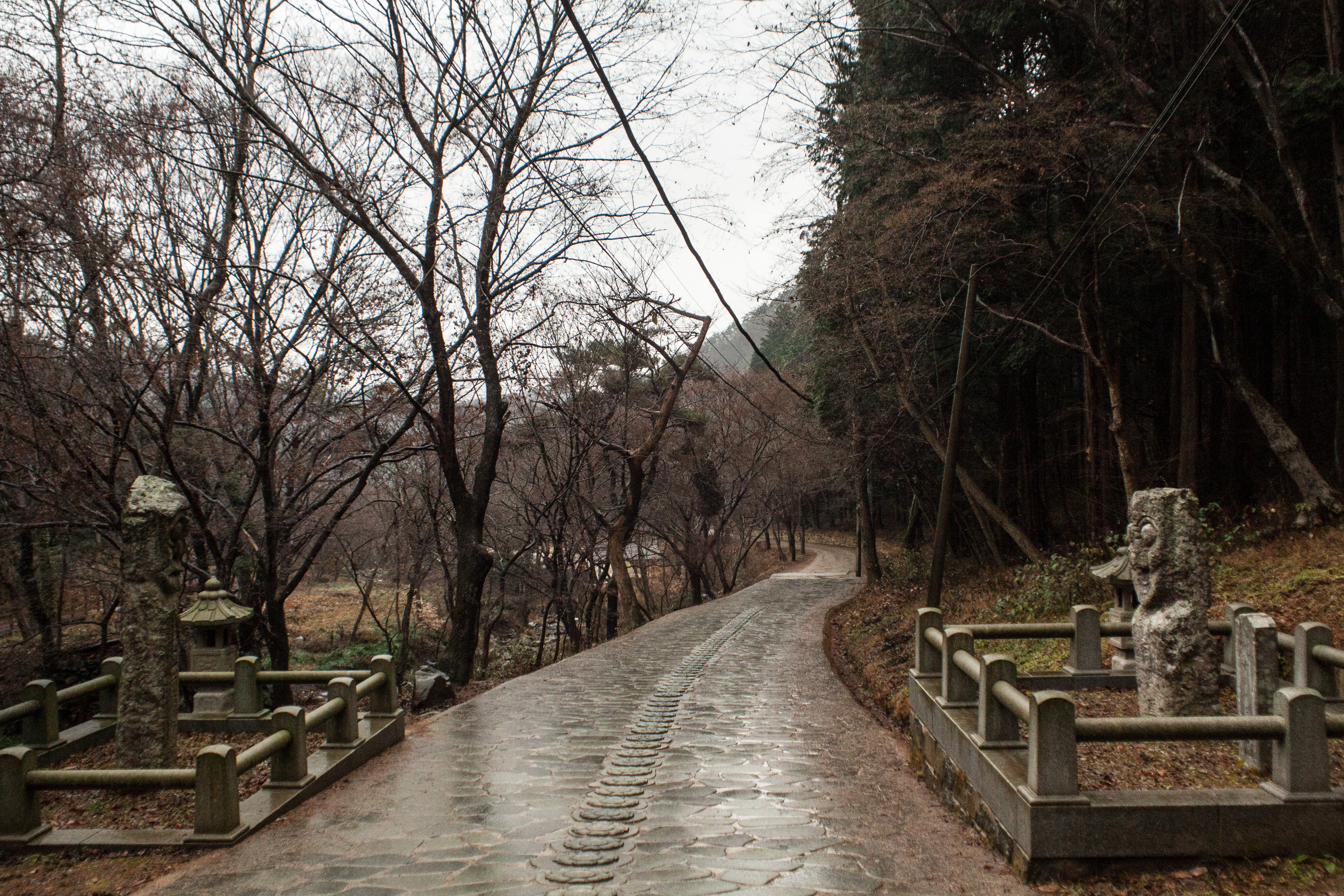
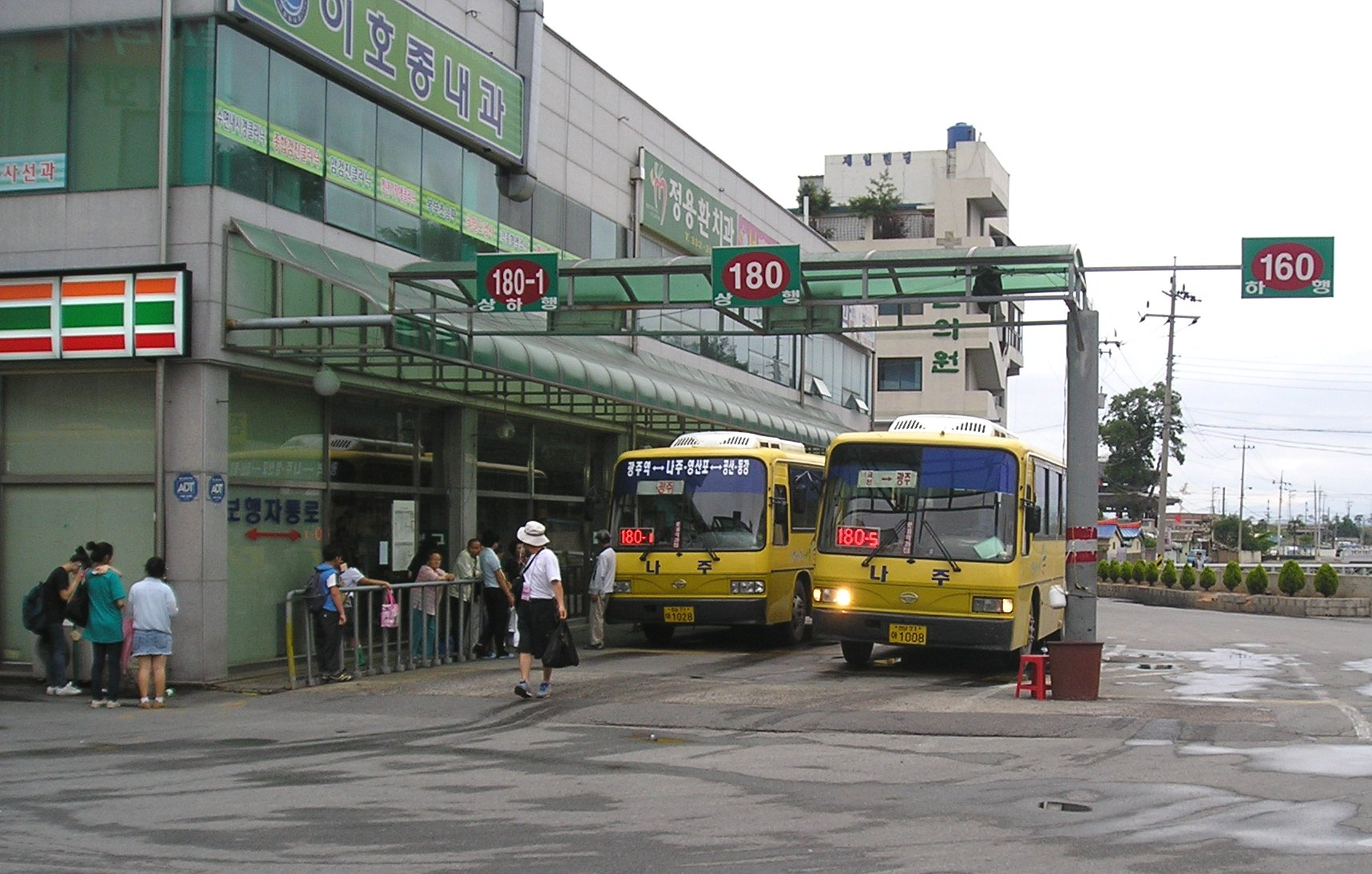